# 中国驻伊斯坦布尔总领事馆
中华人民共和国驻伊斯坦布尔总领事馆（土耳其語：Çin Halk Cumhuriyeti İstanbul Başkonsolosluğu），简称中国驻伊斯坦布尔总领事馆，是中华人民共和国派驻土耳其伊斯坦布尔的最高级别外交机构。领区包括伊斯坦布尔省、巴勒克埃西尔省、布尔萨省、恰纳卡莱省、埃迪尔内省、克尔克拉雷利省、科贾埃利省、泰基尔达省、亚洛瓦省和马尼萨省。

## 机构设置
中国驻伊斯坦布尔总领事馆设置下列机构：
- 政治新闻处
- 交流合作处
- 领事侨务处
- 办公室